# Erastria perlutea
Erastria perlutea är en fjärilsart som beskrevs av Eugen Wehrli 1939. Erastria perlutea ingår i släktet Erastria och familjen mätare. Inga underarter finns listade i Catalogue of Life.